# Sportåret 1837

## Händelser

### Boxning
- 24 januari – William Thompson besegrar Charles Langan i Newcastle. Matchen varar i en timme och 33 minuter över 32 ronder.[1]

- 6 maj – James Burke möter Samuel O'Rourke i New Orleans. Matchen bryts av delar av publiken i tredje ronden för att rädda O'Rourke från nederlag.[2]

- 13 juni – William Thompson besegrar Bill Looney i Chapel-en-le-Frith. Matchen varar i två timmar och 24 minuter över 99 ronder.[1]

- 17 augusti – Ben Caunt besegrar William Butler i Stoneyford. Matchen varar i 14 ronder.[3]

- 21 augusti – James Burke besegrar Tom O'Connell på Hart's Island. Matchen varar i tio ronder.[2]

- 4 november – Ben Caunt besegrar Bill Boniford i Sunrise Hill. Matchen varar i tolv minuter över sex ronder.[3]

- 22 november – William Perry möter Jem Scunner i Gospel End. Matchen varar i sju ronder och slutar oavgjord.[4]

- 23 november – William Perry besegrar Jem Scunner i Kingswinford. Matchen varar i en timme över 31 ronder.[4]

### Cricket
- Okänt datum – Kent CCC vinner County Championship (en inofficiell titel fram till 1890, då de första officiella mästarna koras).

## Födda

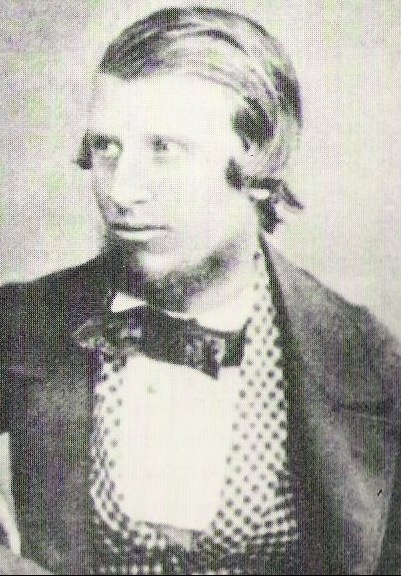
Andrew Strath.

- 1 mars – Andrew Strath, skotsk golfspelare[5]

## Bildade föreningar och klubbar
- Okänt datum – Gotham Baseball Club, amerikansk basebollklubb, kanske världens första[6]